# Ploché vyšívání

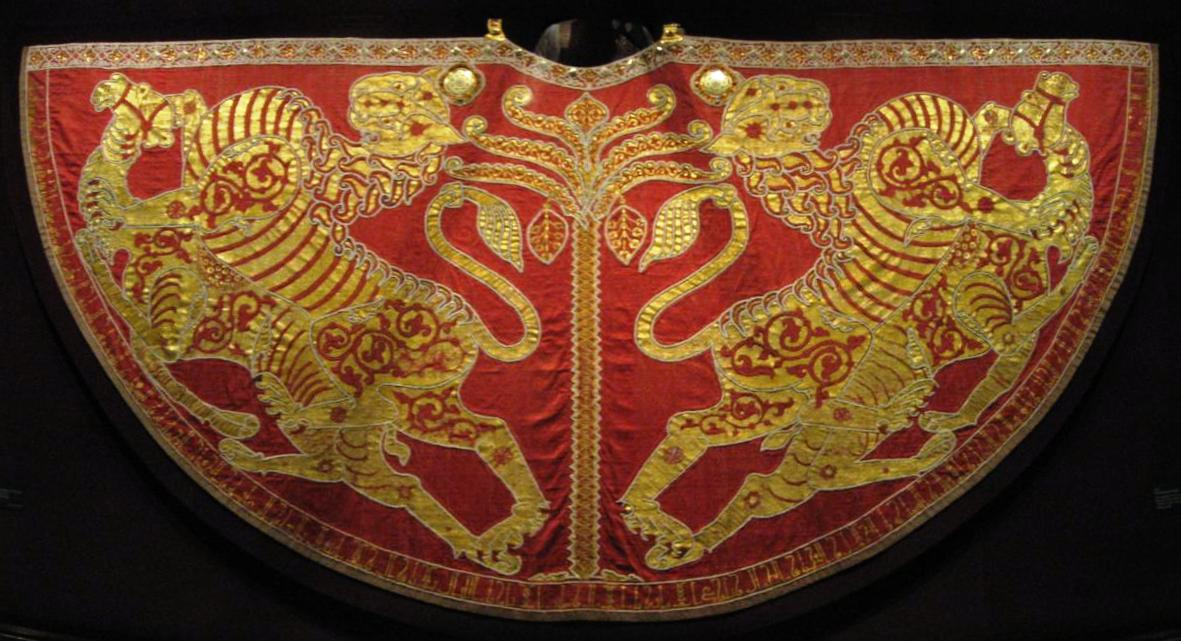
Ploché vyšívání zlatou nití na hedvábné tkanině (korunovační plášť ze 12. století zhotovený v Královské dílně v Palermu)

Ploché vyšívání (angl.: couching, něm.: Plattstickerei) je technika, při které se příze nebo jiné materiály kladou na povrch podkladové tkaniny a upevňují drobnými stehy ze stejného nebo rozdílného materiálu.
Upevňovací nitě mohou mít stejnou barvu jako kladený materiál a nebo mají kontrastní odstín. Vzorování se provádí stehy z kontrastním odstínem barvy. ,
Stejnou techniku používá také pokládané vyšívání (angl.: laid work). 

## Varianty
výplň plochým vyšíváním
pokládání neboli bayeuxský steh
bucharský steh 
rumunský steh
rubové ploché vyšívání 
V české historické literatuře se uváděly jako varianty plochého vyšívání např. polabské, turnovské, valašské, hanácké, lanžhotské aj.
Ploché vyšívání na šicím stroji se provádí s použitím speciální vyšívací patky. Tento doplněk k vybavení nabízejí všichni významní výrobci šicích strojů v mnoha variantách.

## Galerie plochého vyšívání

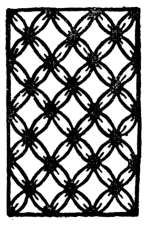
Výplň plochým vyšíváním
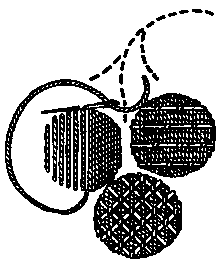
Struktura pokládání
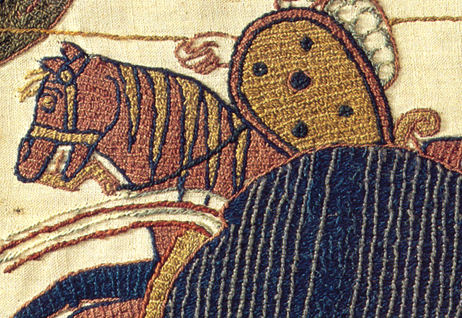
Výšivka pokládáním na Bayeuxské tapisérii
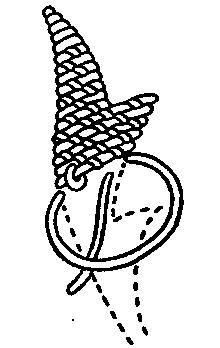
Bucharské vyšívání
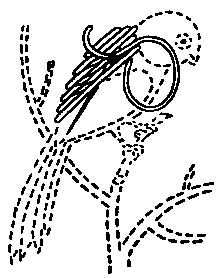
Rumunské vyšívání
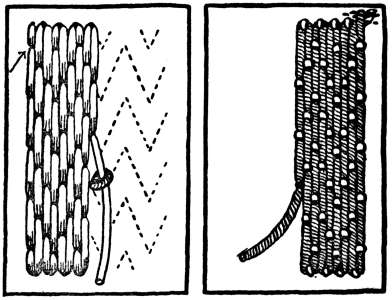
Rubové ploché vyšívání: lícní strana vlevo, rubní vpravo
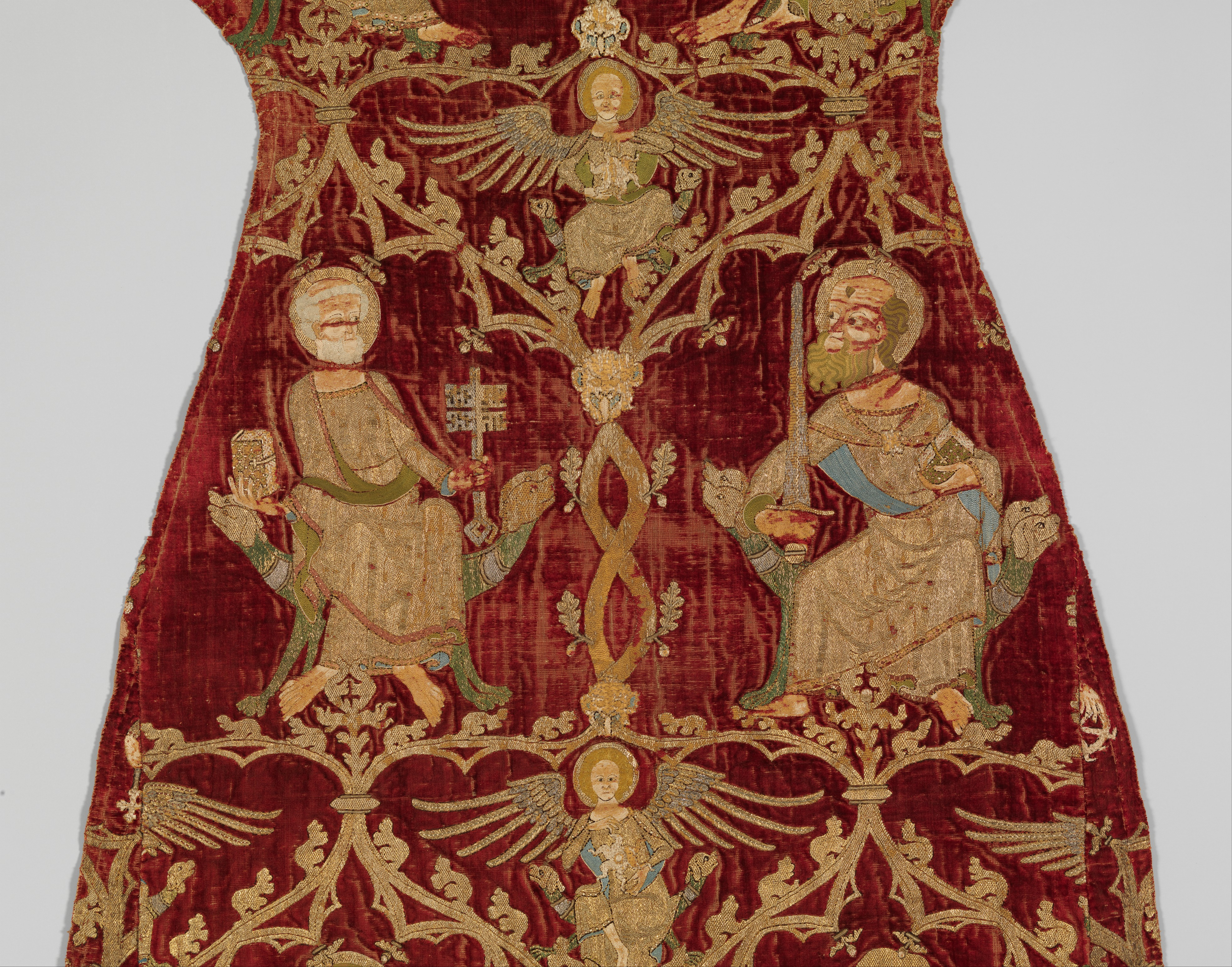
Přehoz ze 14. století s rubovým vyšíváním zlatou a pozlacenou nití